# 楚鼎
楚鼎，元朝安丰路蒙城县（今安徽省蒙城县）人，楚㺹之子。
1239年，因为父亲楚㺹以宿州投降蒙古军，他于是被南宋囚禁在镇江府达十四年。后获释。至元十二年（1275年）元朝军队渡长江，他跟随知太平州孟之缙降附元军。被任命为管军总管，加怀远大将军，领兵镇守宁国路。次年，从军攻宋，与兀忽纳进兵，平定汉英与李世达的反元起事。至元十八年（1281年），率所部千余人跟随范文虎渡海，东征日本，途中遇大风浪船坏，挟破船板漂流三昼夜，发现范文虎船队，到达至高丽金州，最后得以回国。